# Nívea Maria
Pour les articles homonymes, voir Maria.
Nívea Maria Cândido Graieb, née le 7 mars 1947 à São Paulo, est une actrice brésilienne.